# 줄스 다신
줄스 다신(Jules Dassin, 1911년 12월 18일 ~ 2008년 3월 31일)은 미국의 영화감독이다. 할리우드 블랙리스트(Hollywood blacklist)에 올라 미국을 떠나 유럽으로 가야 했지만, 그곳에서 더 화려하게 경력을 이어나갔다.

## 생애
코네티컷주의 미들타운의 러시아 유태계 이발소집의 여덟 명의 자녀 중 하나로 태어났다. 생후 얻은 이름은 Julius Dassin이다. 이디시(Yiddish) 배우(유태인의 언어인 이디시어를 사용하며 유태인사회에서 열리는 연극에 주로 출연하는 배우)로 활동을 시작하여, 잭 스커닉(Jack Skurnick)과 공동으로 작품을 만들기도 했다. 스커닉의 이른 죽음으로 인해 이 작품은 미완성으로 끝났다.
1940년대 그가 만든 누아르 영화 《Brute Force》, 《벌거벗은 도시》(The Naked City), 《도둑들의 고속도로》(Thieves' Highway)로 금방 유명해졌다. 1960년 《일요일은 참으세요》는 아카데미 음악상(Manos Hadjidakis)과 칸 영화제 여우주연상(멜리나 메르쿠리)을 안겨주었다.
주요한 필헬렌(그리스문화를 사랑하는 사람, Philhelllene) 인사로 간주되며, 그리스 정부관리들은 그를 두고 '첫 세대 그리스인'이라고 부를 정도이다. 부인과 함께 그리스 군사정부를 반대하였다. 대영제국 박물관에 있는 고대 그리스의 대리석조각(Elgin Marbles)의 반환 운동을 지원하였고, 이를 위해 아내의 이름을 딴 멜리나 메르쿠리 협회(Melina Mercouri Institution)를 만들었다. 뉴아크로폴리스 박물관(New Acropolis Museum)의 개관식을 불과 몇 개월 앞두고 사망하였다. 향년 98세.

## 가족

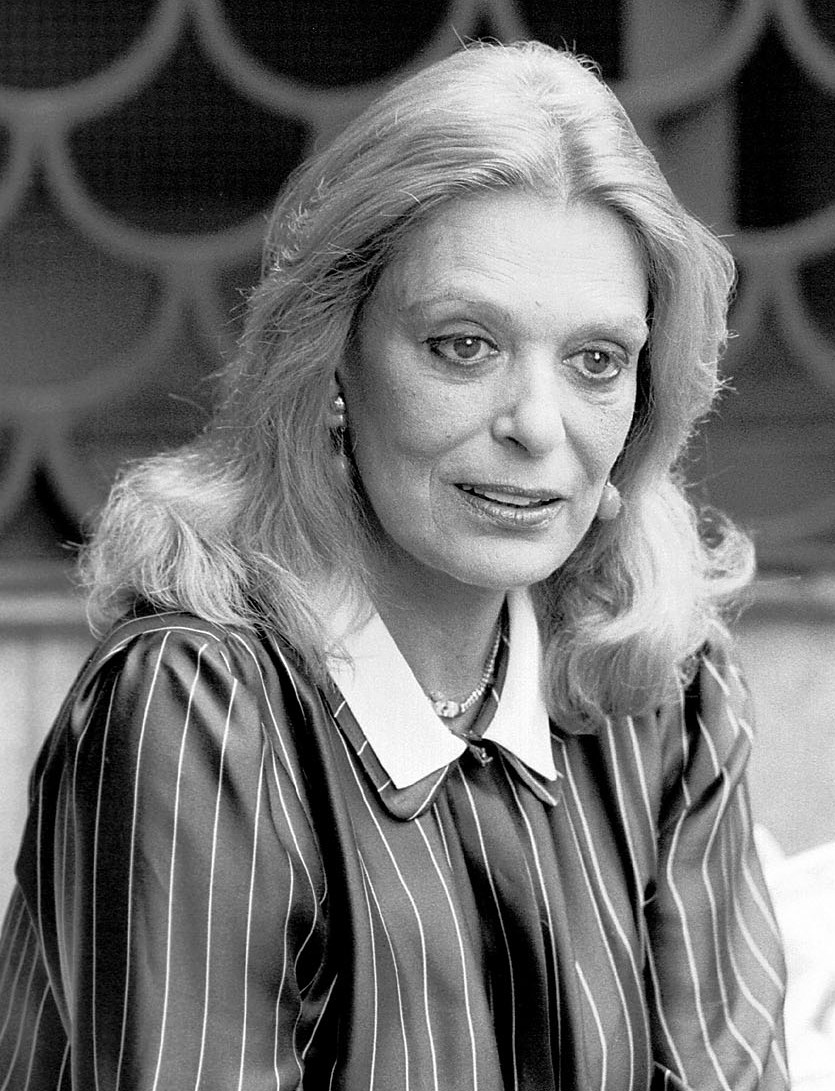
멜리나 메르쿠리

첫 번째 부인과의 사이에 세 명의 자녀를 두었다. 조 다신 (Joe Dassin, 1938 ~ 1980, 1970년대 활동한 유명한 프랑스 가수, 심장마비로 사망), Richelle Dassin(작곡), Julie Dassin(배우).
두 번째 부인인 메르쿠리와의 사이에는 자식이 없다. 그녀는 1942년 Panayiotis Harakopos 와 첫 번째 결혼을 했고, 다신과는 두 번째 결혼이다. 영화 데뷔는 1955년 (《Stella》). 1960년 《일요일은 참으세요》의 주연으로 세계적인 관심을 끌었다. 그 외에도 《페드라》를 비롯 몇 편의 세계적인 흥행영화에 출연하였다.
미국의 지원을 받는 그리스 군사독재시절(1967년 ~ 1974년)에는 프랑스에서 살았다. 군사정부(military junta)가 국적을 박탈하자 "나는 그리스인으로 태어나서 그리스인으로 죽을 것이다. 그러나 파타코스(Pattakos, 군사정부 지도부의 일원)씨는 파시스트로 태어나서 파시스트로 죽을 것이다" 라고 말했다. 독특한 허스키 보이스를 가진 그녀는 완벽한 고전 그리스곡 가수라고 평가받았다. 프랑스 망명 당시 4장의 레코드를 냈다. 고국에 민주주의가 회복되자 돌아와서 의회의 일원이 되었으며, 1981년 그리스 최초의 여성 문화부장관에 취임하였다(1981년 ~ 1989년, 1991년 ~ 1994년, 두 차례 재임). 칸느영화제에서 여우주연상을 수상했으며, 2008년 3월 31일 뉴욕에서 폐암으로 사망하였다.

## 영향

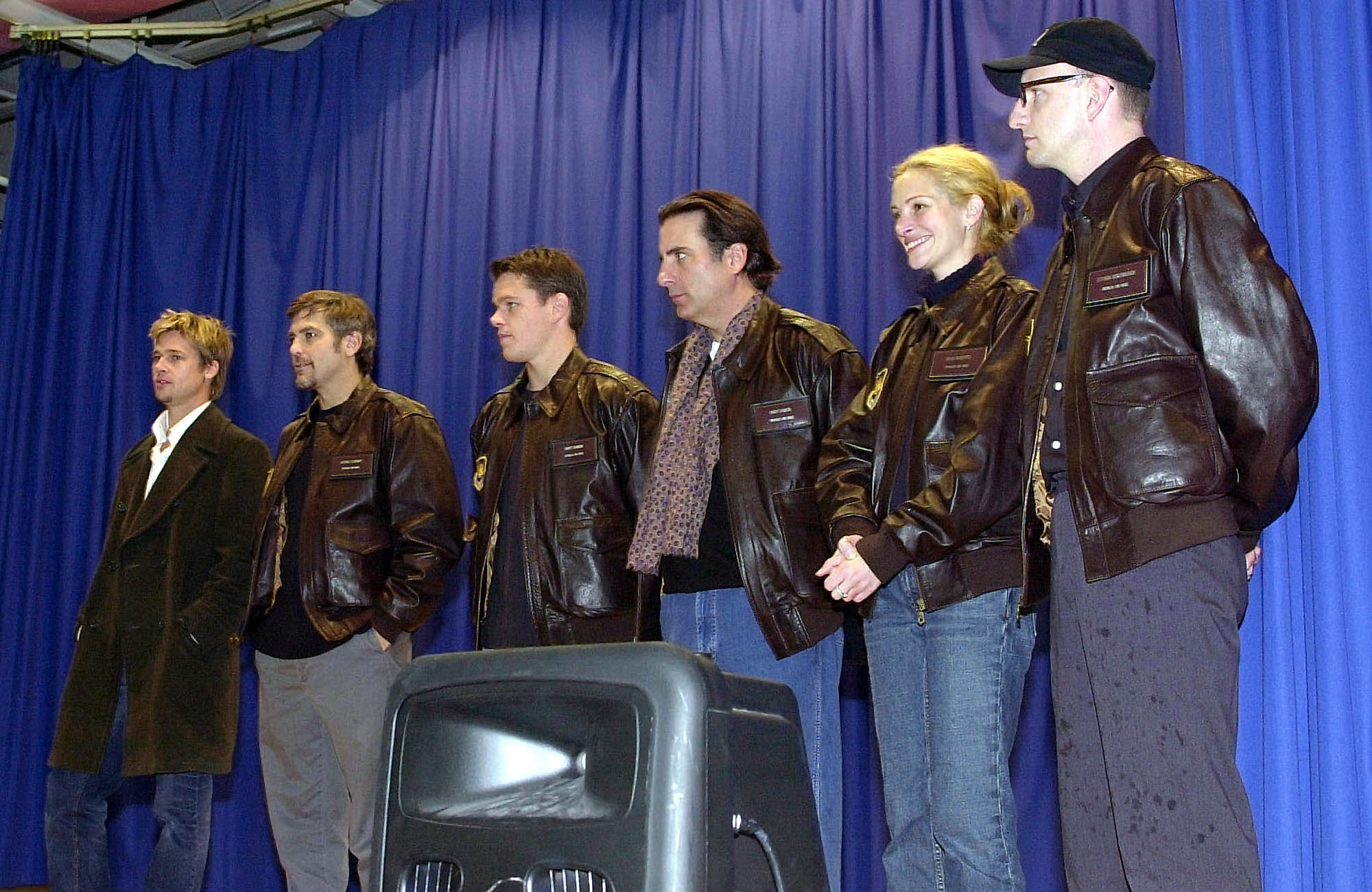
오션스 일레븐 출연진

2001년 베를린 영화제(Berlin International Film Festival), 스티븐 소더버그의 영화 <트래픽> 기자회견장에서 영화의 다큐멘터리적 기법에 대한 질문과 찬사가 쏟아지던 가운데, 한 기자가 “그런 건 이미 당신 선배들이 다 했던 것 아니냐”고 비꼬았다. 그러자 소더버그는 “줄스 다신의 <네이키드 시티>를 말하는 거죠?”라고 웃으며 답한 뒤, 그는 가장 존경하는 감독 중 하나가 줄스 다신이라며 그의 또 다른 작품 <리피피>에 오마주(Homage)를 바치는 가벼운 강탈 영화도 하나 만들 것이라 했다. 그 강탈 영화가 바로 <오션스 일레븐>(2001)이었다. 주도면밀한 강탈 현장을 세심하게 재현해낸다는 점에서 <리피피>는 <오션스 일레븐>은 물론 저 멀리 장 피에르 멜빌의 <형사>(1971)부터 최동훈 감독의 <범죄의 재구성>(2004)에 이르기까지 그 모든 영화들의 원조라 할 수 있다.

## 작품
- The Tell-Tale Heart (1941)
- Nazi Agent (1942)
- The Affairs of Martha (1942)
- Reunion in France (1942)
- Young Ideas (1943)
- The Canterville Ghost (1944)
- Two Smart People (1946)
- A Letter for Evie (1946)
- Brute Force (잔인한 힘, 1947)
- The Naked City (벌거벗은 도시, 1948)
- Thieves' Highway (1949)
- Night and the City (1950)
- Rififi (원제 Du rififi chez les hommes, 1955)
- He Who Must Die(원제 Celui qui doit mourir, 1957)
- The Law (원제 Legge, La 1959)
- 일요일은 참으세요 (1960)
- 페드라 1962)
- 토프카피 (1964)
- 10:30 P.M. Summer (1966)
- Hamilchama al hashalom (1968)
- Up Tight! (1968)
- Promise at Dawn (1970)
- The Rehearsal (1974)
- A Dream of Passion (원제 Kravgi gynaikon, 1978)
- Circle of Two (1980)

## 같이 보기
- 필름 누아르
- 할리우드 블랙리스트